# Pheugopedius genibarbis
Pheugopedius genibarbis là một loài chim trong họ Troglodytidae.